# Rivers of Nihil
A Rivers of Nihil amerikai technikás death metal együttes (progresszív metal beütéssel).

## Története
2009-ben alakultak meg a Pennsylvania állambeli Readingben. A 2010-ben kiadott első EP-jükön Carson Slovak, a Century énekese szerepelt, továbbá közreműködött a Rivers of Nihil második és harmadik nagylemezéhez is. 2011-ben megjelentették második EP-jüket is. 2012-ben a MetalSucks weboldal "az év legjobb technikás death metal együttesének" nevezte őket. Ugyanebben az évben a Metal Blade Records leszerződtette őket. Első albumuk 2013-ban jelent meg. 2015-ben piacra dobták második nagylemezüket is. 2018-ban megjelent harmadik albumuk is. Mint az előző albumukon és a 2009-es EP-jükön, itt is Carson Slovakkal együtt dolgozott a zenekar. 

## Tagok
- Jake Dieffenbach - ének (2009-)
- Brody Uttley - gitár, billentyűk, programozás (2012-)
- Adam Biggs - basszusgitár, vokál (2009-)
- Jon Topore - gitár (2014-)
- Jared Klein - dob (2018-)

Korábbi tagok
- Dylan Potts - dob (2015-2017)
- Alan Balamut - dob (2014-2016)
- Ron Nelson - dob (2009-2014)
- Jon Kunz - gitár (2009-2014)

## Diszkográfia
- Hierarchy (EP, 2010)
- Temporality Unbound (EP, 2011)
- The Conscious Seed of Light (2013)
- Monarchy (2015)
- Where Owls Know My Name (2018)